# Xúquer
|  | Per a altres significats, vegeu «Xúquer (desambiguació)». |

El Xúquer (en castellà, Júcar; en aragonès, Xúcar) és un riu de la conca mediterrània de la península Ibèrica. Naix als monts Universals a 1.506 m d'altitud, a la província de Conca (Castella–la Manxa), i desemboca a la mar Mediterrània a la població de Cullera (Ribera Baixa, País Valencià). Amb una longitud d'uns 500 km i una conca de 23.000 km², és el riu més gran dels que passen pel País Valencià. Era conegut amb el nom de Sucro pels romans.

## Etimologia
El riu Xúquer apareix mencionat per primera vegada pels geògrafs antics, que l'anomenaren Sucro (genitiu Sucrōnis), adaptat en grec Σούκρων: Estrabó, Pomponi Mela, Plini el Vell i Claudi Ptolemeu. No obstant això, en autors força més tardans tenim referències al riu (i la ciutat adjacent) que provenen de fonts (avui perdudes) del segle vi aC; així, tenim motius per a pensar que el Periple Massaliota i Hecateu de Milet anomenaven el Xúquer Sicănus (en grec Σικανός), nom que recorda el poble sicilià dels sicans i que sembla una adaptació paral·lela a Sucro del nom indígena, que deu ser ibèric però que no tenim documentat.
Durant la dominació musulmana, el nom s'adaptà a l'àrab amb la forma Xuqr, denominació que passaria, amb la conquesta de Jaume I, a la llengua catalana amb el nom actual de Xúquer. Hom ha proposat una relació etimològica amb el topònim del riu Segre (en llatí Sĭcŏrĭs), però l'origen del topònim roman desconegut.

## Delimitació històrica
Aquest riu va ser durant l'època foral i fins al decret de Nova Planta de 1707 límit fronterer entre la Governació de València i la Governació de Xàtiva.

## Recorregut

### Naixement
El naixement del Xúquer, al vessant del turó de San Felipe (monts Universals), en el paratge conegut com els Ojos de Valdeminguete i prop també del naixement dels rius Cuervo (conca del Tajo), Guadalaviar-Túria, Cabriol (conca del Xúquer) i del mateix Tajo, a la serralada Ibèrica. Pot dir-se que les principals serres de la zona limítrofa entre les províncies de Conca i Terol, especialment, els monts Universals, constituïxen la principal divisòria d'aigües entre els rius del vessant atlàntic i els quals drenen cap al Mediterrani incloent-hi, òbviament, la conca del riu Ebre amb el naixement de riu Jiloca, en el subsòl dels erms de Pozondón (al nord dels monts Universals).

### Conca alta

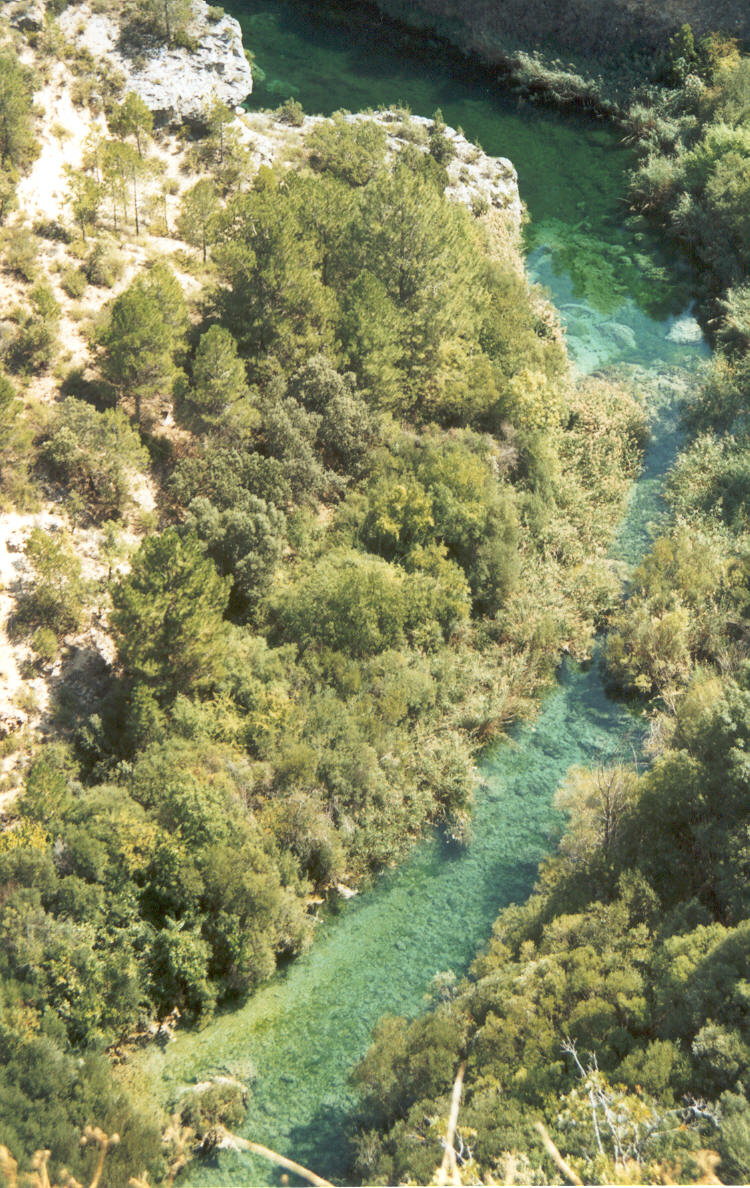
Riu Xúquer des del paratge del Ventano del Diablo, a la Serranía de Conca

En el curs alt, el Xúquer corre per la Serrania de Conca, una zona amb elevades precipitacions superiors als 800 mil·límetres anuals (mm/any), per la qual cosa, a l'altura de la ciutat de Conca, arriba a un cabal absolut d'11,25 m³/s, i als 11,43 l/s/k² de manera relativa.
El riu, que discorre entre una geologia calcària, dibuixa relleus càrstics, on destaquen les gorges i goles excavades pel mateix riu, o coves, dolines i lapiassos. Alguns dels exemples d'aquest relleu singular són la Ciudad Encantada de Conca, los Callejones de las Majadas i en el mateix llit del riu i els seus afluents (riu Huécar amb les Cases Penjades de Conca).
L'altiplà rocós de la Serranía està format per estrats de margues, calcàries, cretes, guixos i altres minerals, que li confereixen un bell color maragda a les aigües fluvials de la regió, a causa primordialment del contingut en sulfats (càlcic, especialment) i del contingut de magnesi en alguns silicats, com és el cas del talc. Aquesta zona on el riu va encaixat en terrenys calcaris no és contínua sinó escalonada i intercalada amb una espècie de replans sobre materials argilencs, on el riu va formant trams de valls àmplies i plans: tal és el cas, per exemple, de la zona que es presenta al sud-oest del Ventano del Diablo, a la sortida de la regió muntanyenca. L'origen d'aquesta disposició alternant entre rius encaixats i divagants es troba en la successió estratigràfica i en l'acumulació d'argiles de descalcificació de les margues en les parts deprimides, formant el que es coneix com a dolines o planes argilenques. Abans d'arribar al Ventano del Diablo, rep el seu afluent, el riu Uña, pel seu marge dret, el qual forma una llacuna just abans de la confluència.

### Conca mitjana

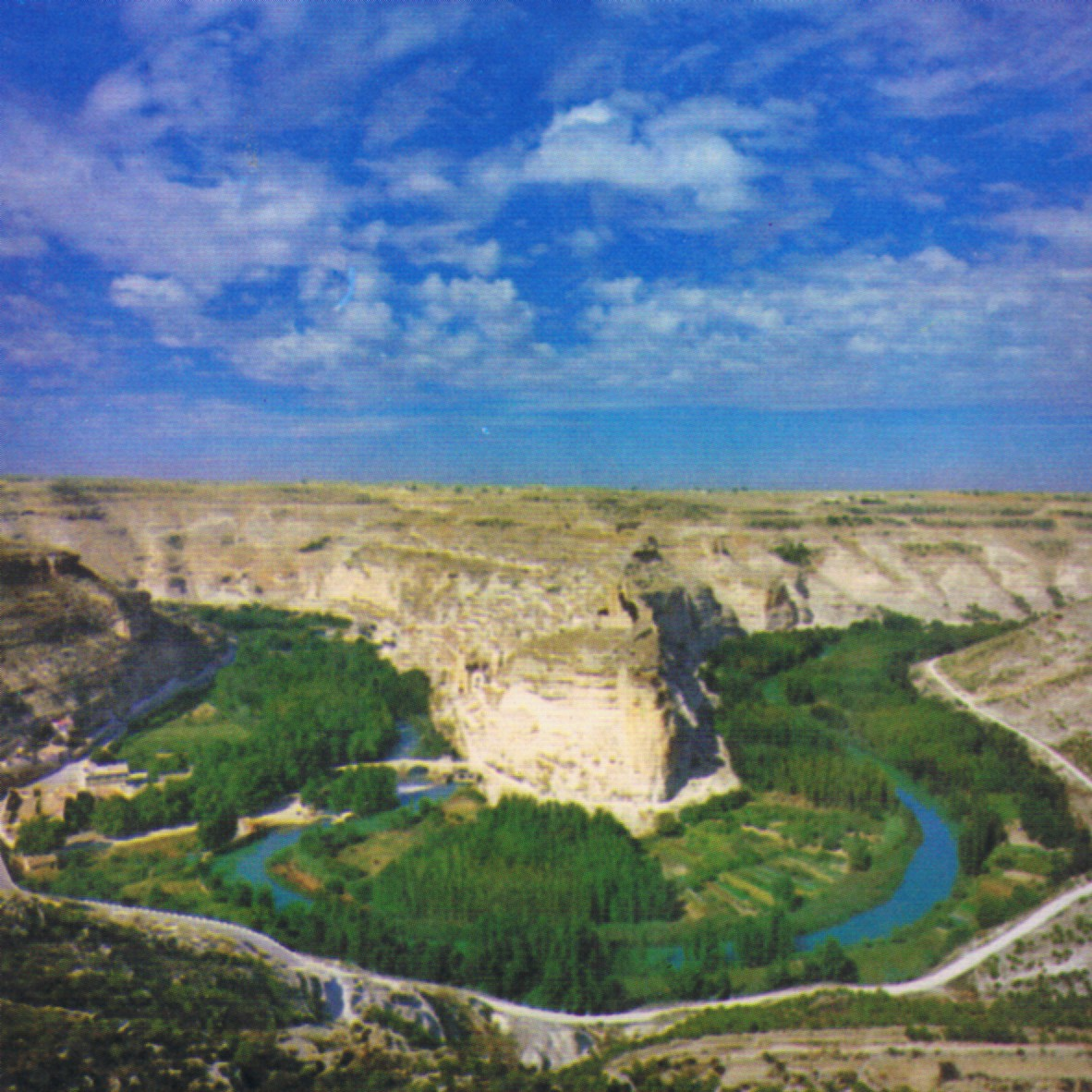
Meandres encaixats de las Hoces del Júcar, a la Manchuela

Aquest tram del riu, entre el terreny muntanyós de la Serranía de Conca i l'altiplà de la Manxa oriental, i la comarca valenciana de la Ribera del Xúquer, presenta peculiaritats. Es tracta d'una conca mitjana abrupta on el riu discorre encaixat entre muntanyes. Per tant, es considera que la conca mitjana va des de Villalba de la Sierra (Castella-la Manxa), ben a prop de Ventano del Diablo, i l'embassament de Tous (País Valencià).
Tot i això, aquesta gran part del riu no és completament uniforme. També presenta trams amb meandres divagants i altres de majors pendents, en els quals el Xúquer s'encaixa profundament, com a Alarcón (Castella-la Manxa). És precisament ací on l'embassament del mateix nom acumula l'aigua al llarg de 40 quilòmetres, la qual cosa ens dona una idea de l'escàs pendent en aquest tram. L'encaixament del riu a partir d'Alarcón marca l'inici d'una zona de major pendent en la qual el riu s'endinsa en la província d'Albacete en direcció a terres valencianes.
Així doncs, a la Manchuela, el Xúquer descriu un arc d'uns 90° i canvia la seua direcció cap a l'est, dibuixant nombrosos meandres encaixats (la Hoz del Júcar) amb talls d'uns 150 metres d'altura entre Jorquera i Alcalá del Júcar (Castella-la Manxa). Ací, el cabal absolut disminuïx a causa de la utilització de les aigües (abans ja s'ha iniciat el transvasament Tajo-Segura) i la menor pluviositat. Poc després, torna a encaixar-se en la depressió tectònica de nord a sud per on discorre la carretera N-330 i a Cofrents (País Valencià), on s'ha situat una central termonuclear, rep les aigües del riu Cabriol (el seu afluent més important) i les seves aigües són recloses a l'embassament d'Embarcaderos, després del qual, es torna a encaixar profundament al massís del Caroig, al llarg d'un canó d'uns 350 m d'alçada, entre les moles de Cortes i de l'Albéitar.
L'aprofitament hidrològic s'accentua en aquest tram final valencià de la conca mitjana. El riu inicia un frenètic descens des dels 479 metres sobre el nivell de la mar de Balsa de Ves (Castella-la Manxa) fins als escassos 52 metres de la presa de Tous, a 56 quilòmetres en línia recta. Aquest diferencial ha estat utilitzat des de principis del segle xx per a la construcció d'una sèrie d'embassaments per a la producció d'energia hidràulica. Les centrals de Lucas Urquijo (al Cabriol), de Millars (en dessús), la del Molinar o la de Cortes II en són algun exemple.

### Conca baixa

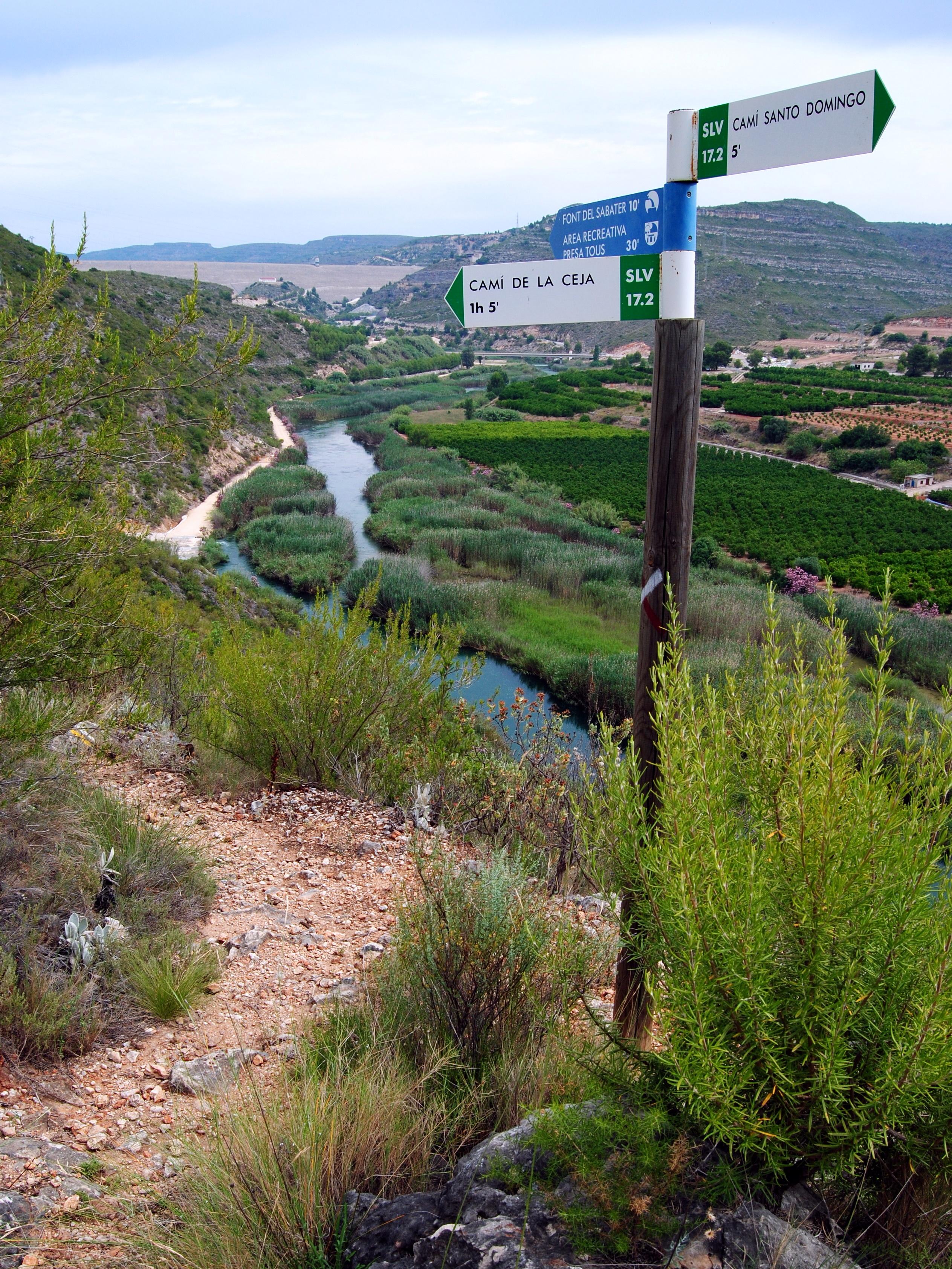
Riu Xúquer, Sumacàrcer. Al fons, el mur de l'embassament de Tous

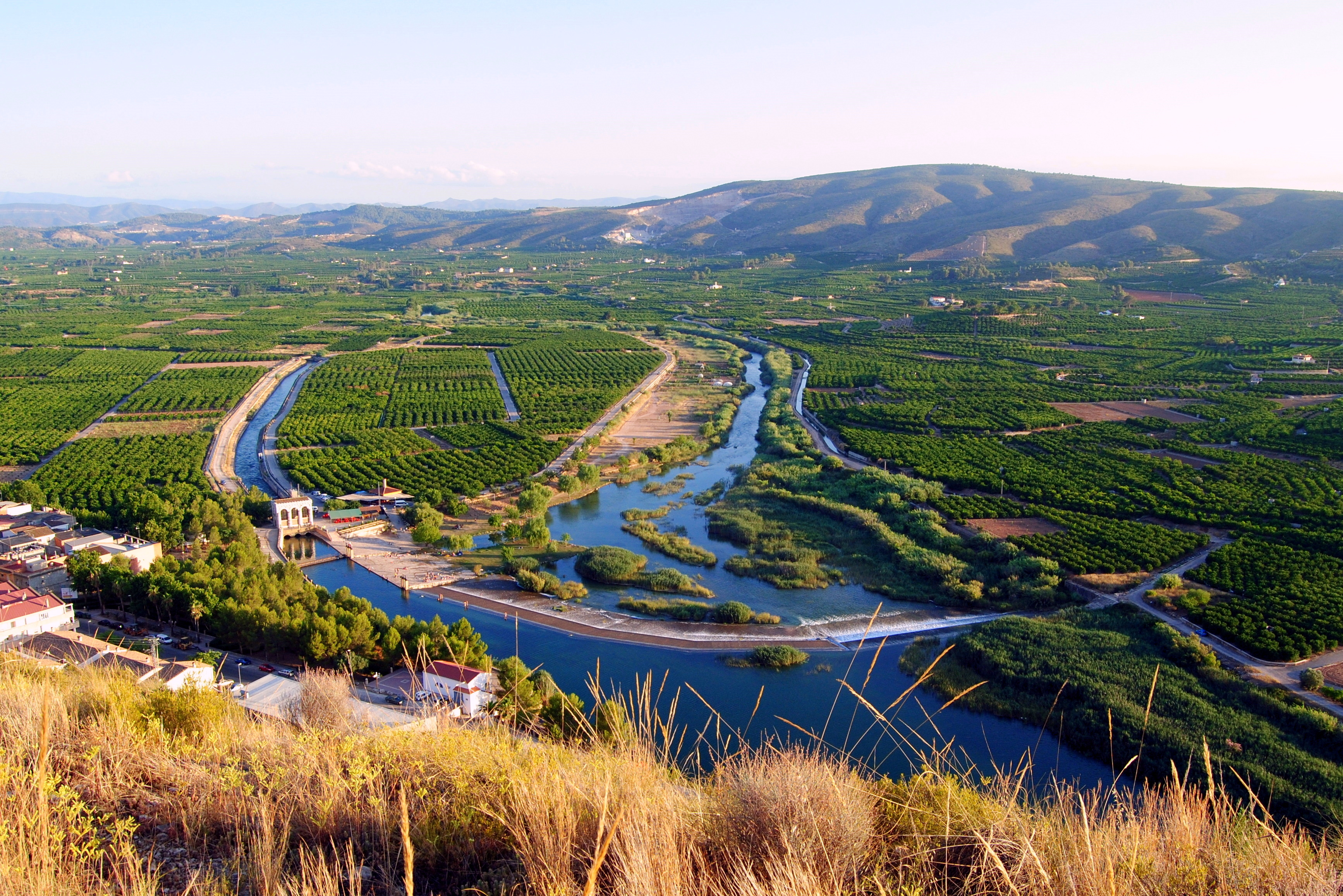
Assut d'Antella.ext

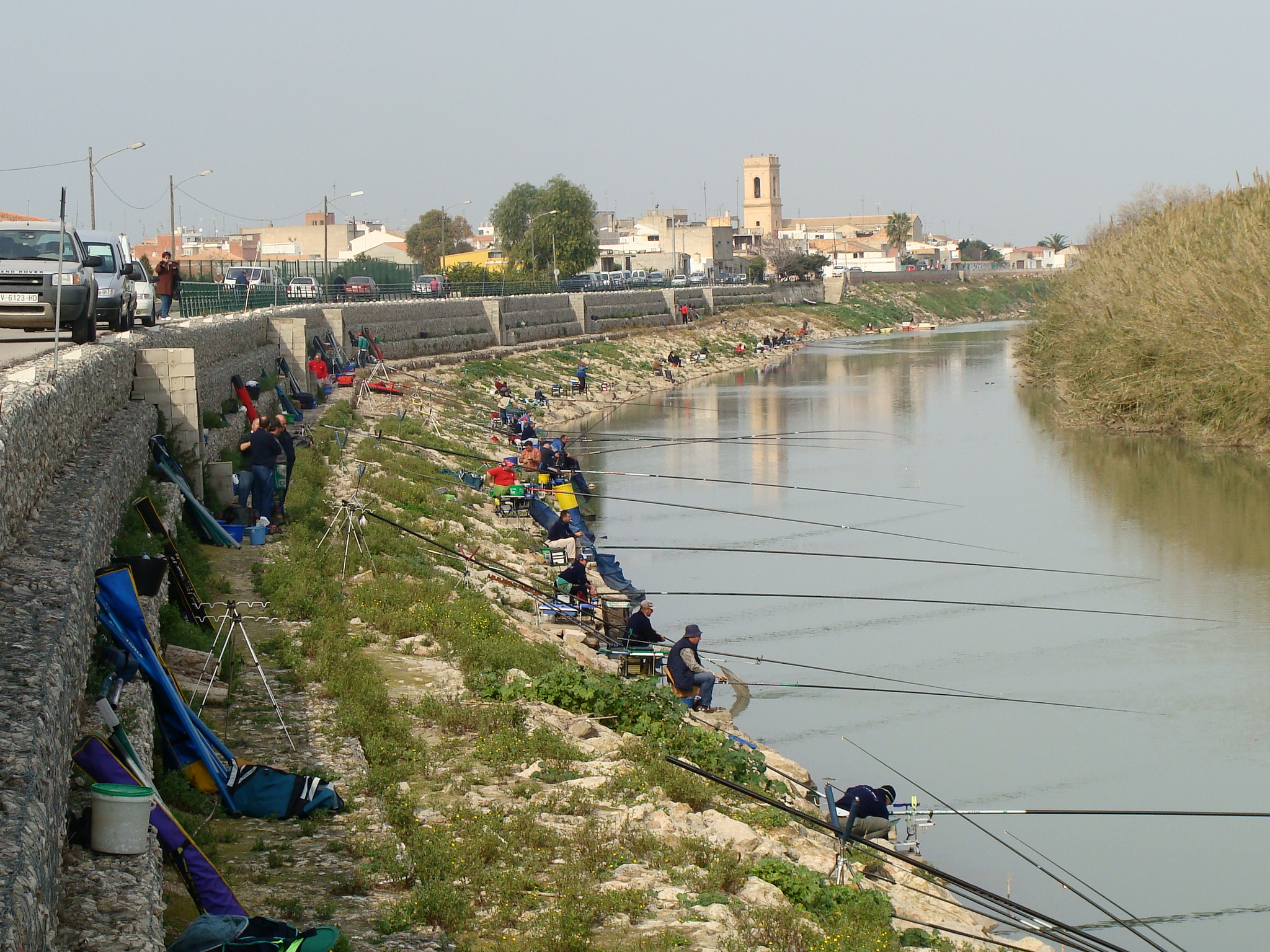
Petrils del Xúquer, al municipi valencià de Fortaleny

Una vegada el Xúquer deixa la zona muntanyosa del Caroig i supera l'embassament de Tous, s'endinsa a la Ribera del Xúquer o conca baixa. A Sumacàrcer (Ribera Alta), el Xúquer presenta el major cabal (49,22 m³/s i 2,75 l/s/k²) i és ací on el riu s'obri a l'ampla planura al·luvial, on el cabal disminuirà a mesura que el riu avance per les terres de regadius valencianes. Diverses canalitzacions deriven les aigües cap a les hortes del País Valencià, com és el cas del canal Xúquer-Túria o el canal de la Reva, que ixen del pantà de Tous, o la séquia Reial del Xúquer, que naix de l'assut d'Antella.
El regadiu de la conca baixa del Xúquer esdevé una de les zones més importants econòmicament del País Valencià, amb major densitat de població de tota la conca. En aquest tram, el Xúquer rep les importants aportacions dels rius Magre (per l'esquerra) i Albaida (per la dreta). Ací, el riu descriu un recorregut sinuós amb meandres i situant-se en cotes més altes que les terres contigües, cosa que dificulta el drenatge durant les crescudes. És en la conca baixa un riu molt irregular i presenta crescudes a la tardor a causa de les pluges torrencials: les més fortes van ser la riuada de Sant Carles el 1864, amb 13.000 m³/s; la pantanada de Tous el 1982, amb 16.000 m³/s, i la riuada de novembre del 1987, amb 5.200 m³/s, totes referides a Alzira. Els desastres humans aparellats a aquests successos han fet del Xúquer un riu molt temut pels veïns de la Ribera. És per això que s'han construït en alguns trams ampits o murs de protecció de la població contra les grans revingudes d'aigua.
El paisatge es completa amb les marjals de ribera, que s'inunden de manera esporàdica. També forma part del sistema del Xúquer l'Albufera de València, al nord de la desembocadura.
En el curs baix es troben algunes ciutats importants, com és el cas de Carcaixent i Alzira, situada originalment en un meandre del riu que envoltava completament la ciutat (el nom d'Alzira significa 'illa' en àrab), Algemesí (al costat del riu Magre, prop de la seua desembocadura en el Xúquer), Sueca i Cullera, ja en la desembocadura.

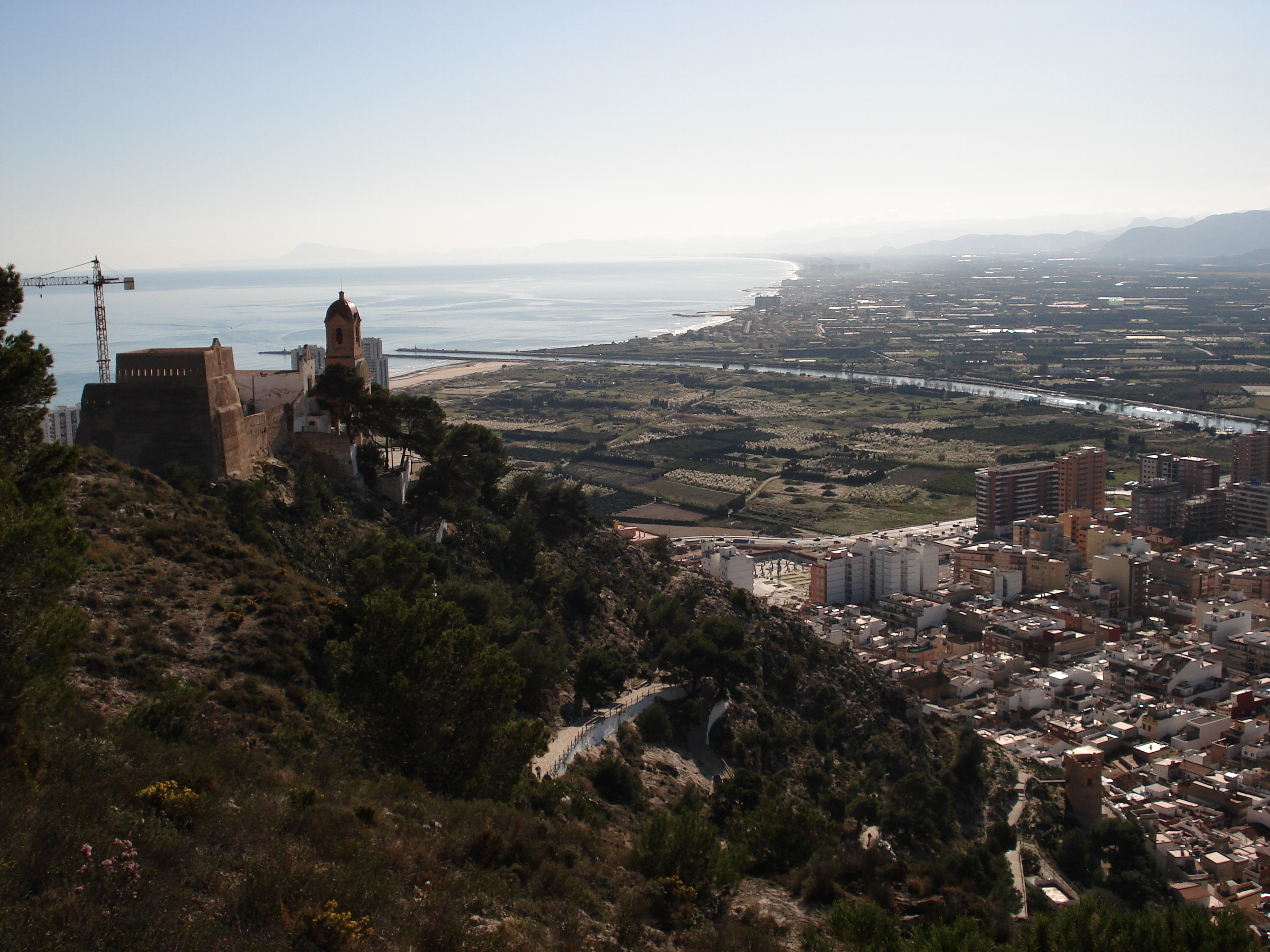
Desembocadura del Xúquer, des del castell de Cullera

### Desembocadura
El Xúquer, després d'un recorregut de 497,5 km, desemboca a la localitat valenciana de Cullera (Ribera Baixa), entre marjals i terres de cultius.

#### Polèmica. ElManhattan de Cullera
La construcció d'un port esportiu i futur complex residencial conegut amb el nom del Manhattan de Cullera (en referència al model urbanístic d'aquesta illa i districte de la ciutat de Nova York) ha artificialitzat el paratge natural de la desembocadura. Aquest pla, que considera la construcció 33 torres de fins a 25 altures en 610.000 m², fou aprovat pel consistori de Cullera amb els vots de PP i UV.
Tot i tenir dos informes negatius per part del Govern espanyol, un dels quals assenyala la impossibilitat d'abastiment d'aigua suficient en la zona, estava previst que la seua construcció finalitzara l'any 2011. A causa de la crisi econòmica, però, el projecte va quedar paralitzat. Posteriorment, hi ha hagut diversos nous intents d'urbanització, que de moment no han tingut èxit.

### Voluntariat ambiental
Des de l'any 2015, els voluntaris del Projecte Emys d'Acció Ecologista-Agró han protagonitzat el seguiment de la població de tortugues d'aigua ibèriques que viu al riu Xúquer al seu pas per Xalans, amb la instal·lació de mornells i la realització del cens de la població de Mauremys leprosa.
L'any 2015, 26 voluntaris participaren en aquesta iniciativa de ciència ciutadana amb la col·laboració de la Conselleria de Medi Ambient localitzaren 7 tortugues d'aigua ibèriques: 13 adultes i 4 juvenils, l'any 2016 15 voluntaris van trobar 11 noves tortugues, l'any 2017 els 15 voluntaris que participaren van trobar 4 tortugues d'aigua ibèriques, 2 femelles adultes, que ja havien sigut censades en les edicions anteriors, i 2 nous mascles.
Des de 2015, quan el Projecte Emys va descobrir esta població de Mauremys leprosa en el Riu Xúquer, AE-Agró ha censat a Xalans un total de 30 individus d'esta espècie autòctona.

## Afluents i Embassaments de Castella-la Manxa
| - Rierol Almagrero - Riu Villalbilla - Riu Mariana - Riu Huécar - Riu Moscas - Riu Sant Martí - Riu Fresneda - Riu Altarejos - Riu Belvís - Riu Gritos - Rierol de Vallehermoso - Rambla del Madroñal - Riu Valdemimbre - Canal de Maria Cristina - Riera d'Agengibre | - Embassament de la Toba - Embassament d'Alarcón - Embassament d'Henchideros - Embassament del Picazo o Castillejo - Embassament del Molinar |

## Afluents i Embassaments del País Valencià

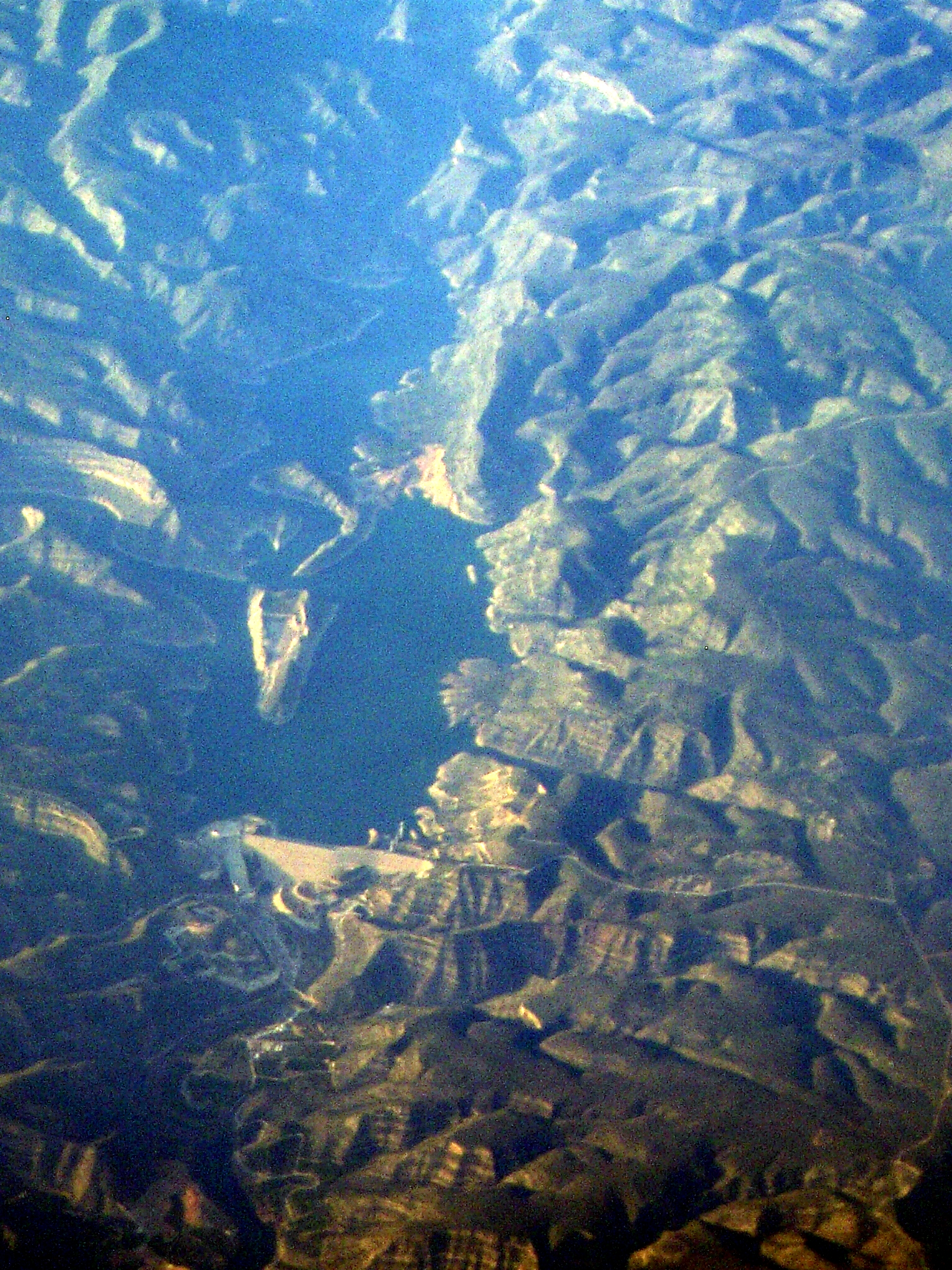
Imatge aèria del pantà de Tous

| - Riu Cautaban - Riu Cabriol - Riu Sellent - Riu Albaida - Riu de Barxeta - Clariano - Barranc del Gorgorróbio - Riu de Micena - Barranc de Torrella o dels Pilarets. - Cànyoles - Riu dels Sants - Barranc de Vallmelós - Riu Magre - Rambla de la Torre - Riu Madre - Riu Millars. - Riu de Bunyol, afluent per l'esquerra del Magre. - Riu Joanes o rambla de Bosna, afluent del riu de Bunyol. - Rambla de l'Algobar - Riu Verd | - Embassament d'Embarcaderos - Embassament de Cortes II - Embassament del Naranjero - Embassament de Tous |

## Ponts damunt del riu Xúquer

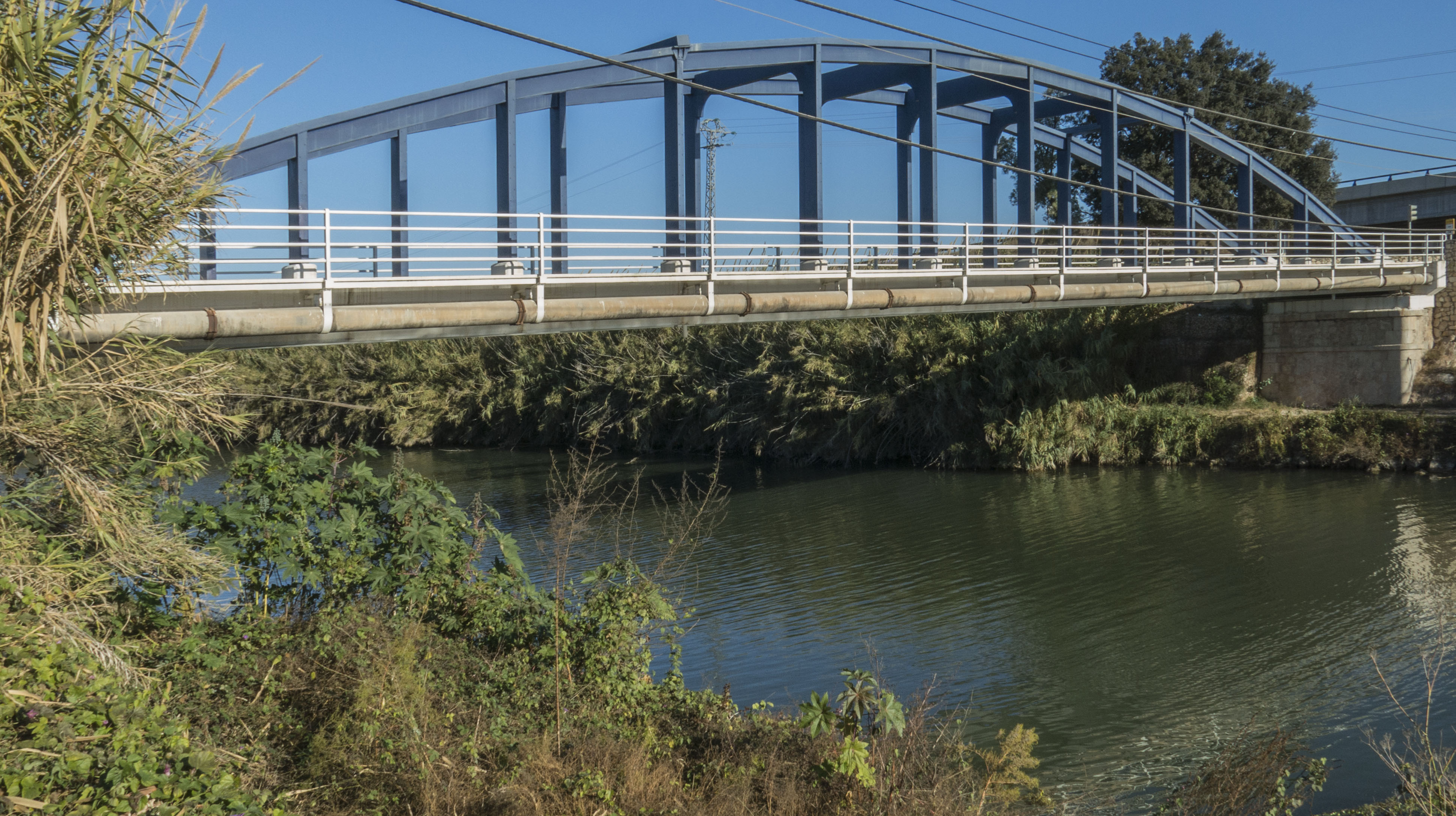
Pont de ferro a Riola
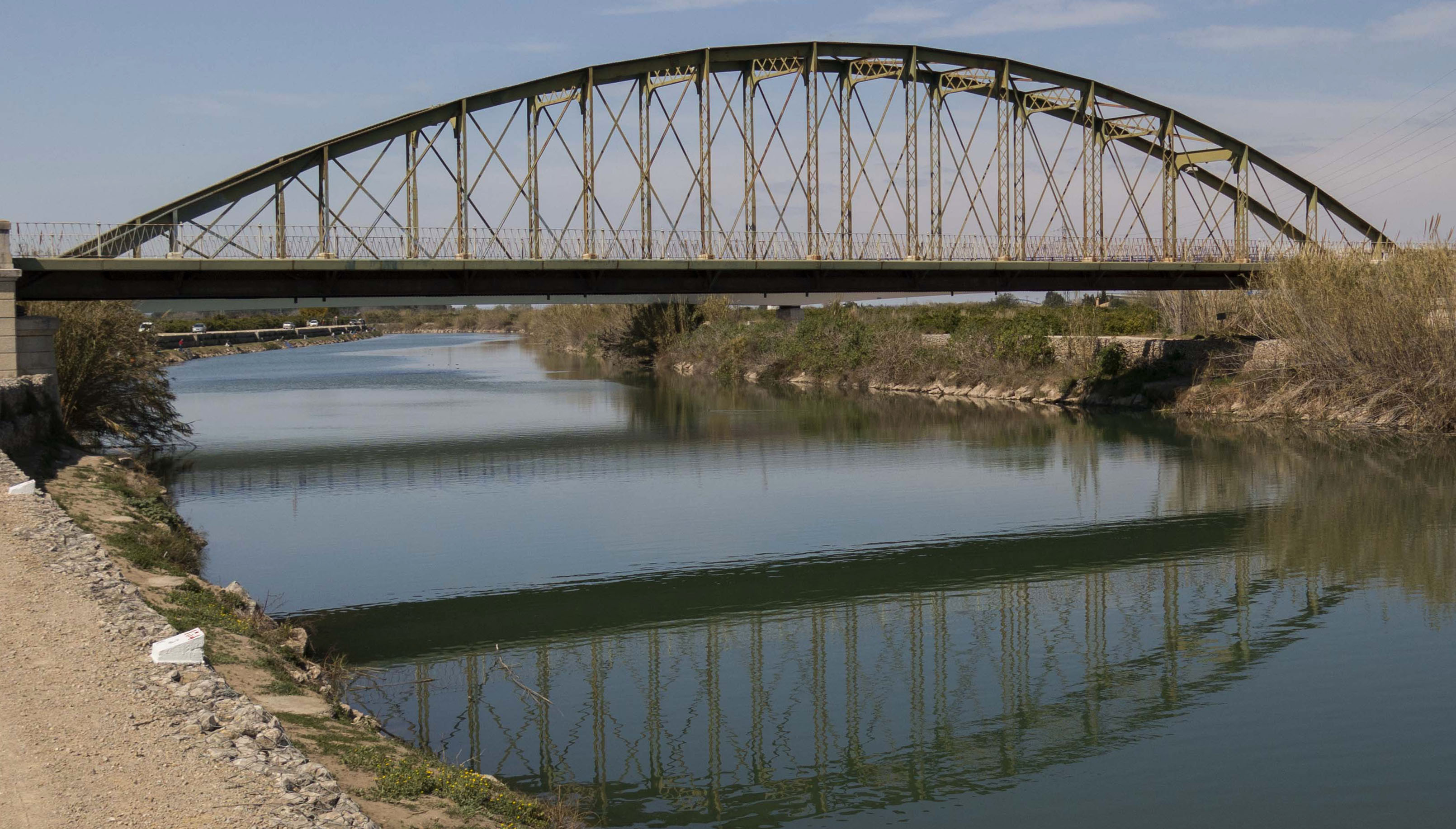
Entre Sueca i Fortaleny
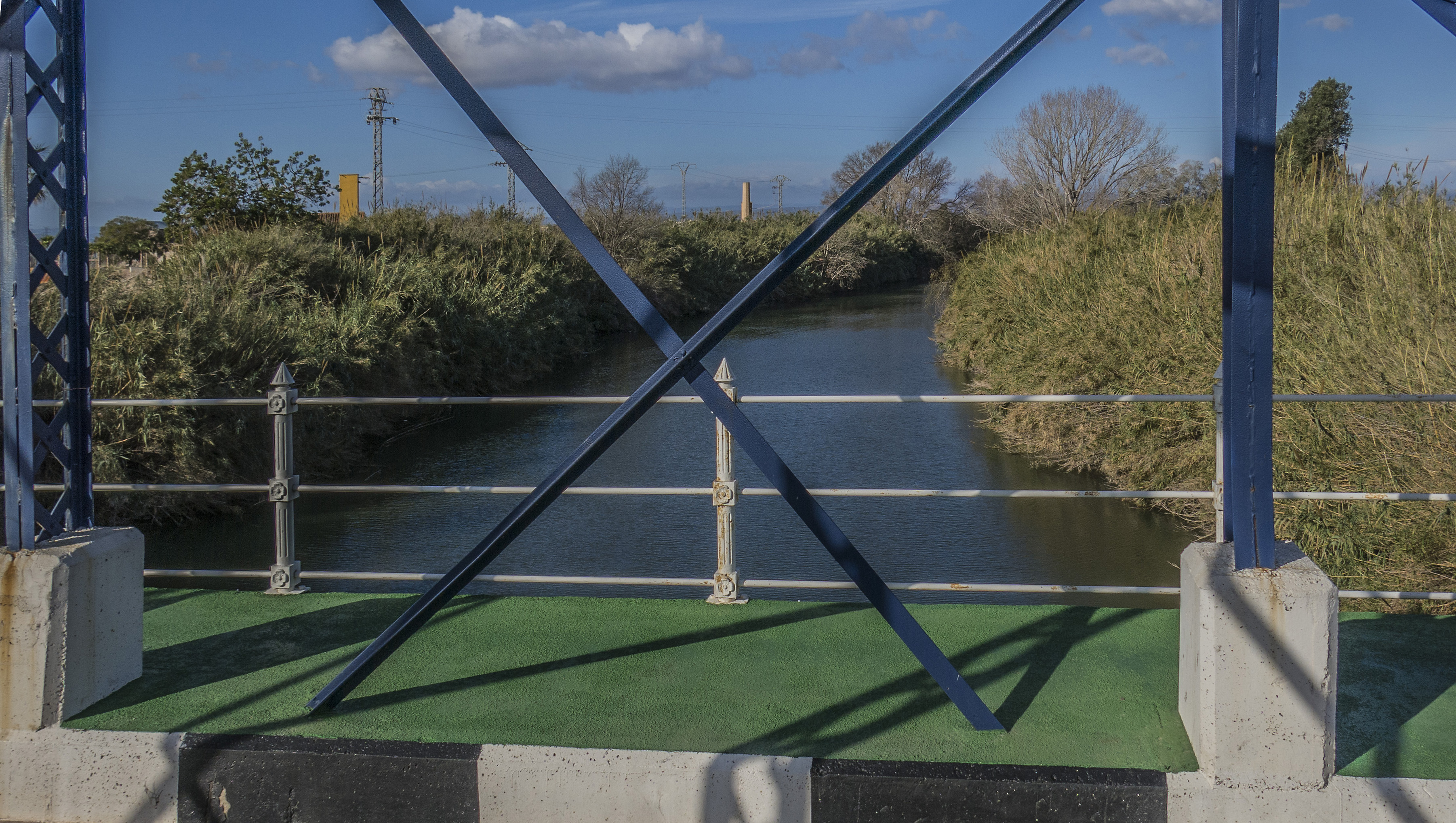
Albalat de la Ribera
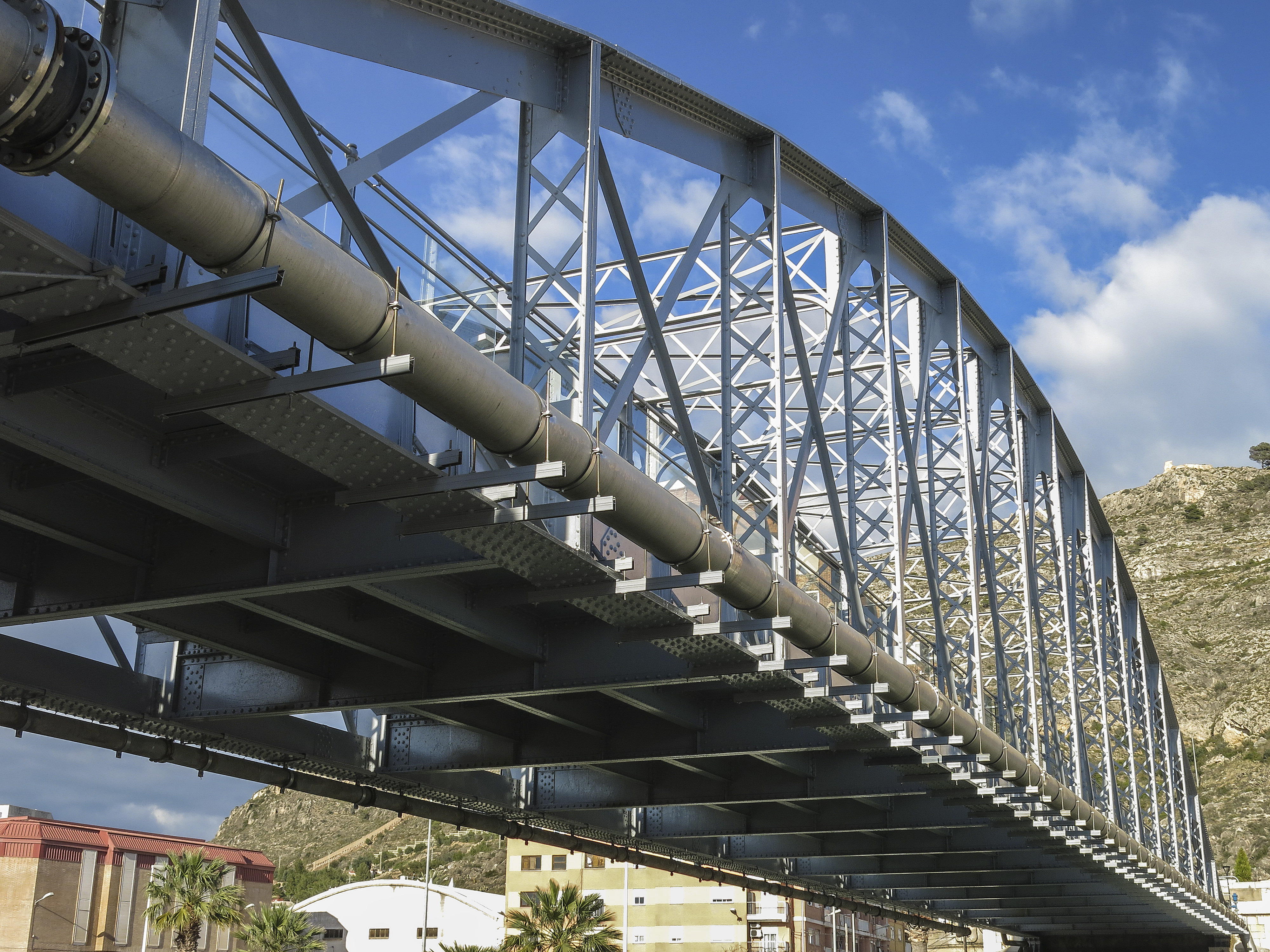
Cullera (Ribera Baixa)